# Pierre Marie
Pierre Marie (ur. 9 września 1853 w Paryżu, zm. 13 kwietnia 1940 w Le Pradet) – francuski neurolog, uczeń i asystent Jeana-Martina Charcota.

## Życiorys
Pierre Marie urodził się pod Paryżem, między Place de la Concorde a Faubourg Saint-Honoré. Uczęszczał do szkoły z internatem w Vauves, gdzie zetknął się z surową, żołnierską dyscypliną. Początkowo za namową ojca chciał studiować prawo, jednak ostatecznie podjął studia medyczne. Jego nauczycielami byli Charcot i Charles-Joseph Bouchard. W 1883 roku otrzymał tytuł doktora nauk medycznych na podstawie pracy o postaciach choroby Gravesa-Basedowa. W 1889 roku został profesorem zwyczajnym. Od 1897 roku pracował w Bicêtre. W 1907 roku zastąpił Victora Cornila na katedrze anatomii patologicznej. W 1917 roku po śmierci Dejerine'a objął katedrę neurologii klinicznej w Salpêtrière. Zanim odszedł z Salpêtrière, jego uczniami i współpracownikami w tej klinice byli Pierre Abrami, Chiriachitza Athanassio-Bénisty, Bertrand, Alexandre Couvelaire, Octave Crouzon, Faure-Beaulieu, Girot, Henri Gougerot, Joltrain, Albert Mathieu, Paul Sainton, Cécile Vogt, a z zagranicy Percival Bailey, Ludo van Bogaert, Bremer, Arthur van Gehuchten, Boven.
Pierre Marie interesował się sztuką i zgromadził cenną kolekcję malarstwa. Jego ulubionymi sportami były myślistwo, szermierka i golf. Miał żonę i dwójkę dzieci, André i Juliette. W latach 20. spotkał go szereg nieszczęść: najpierw, z powodu zapalenia wyrostka, zmarła Juliette; potem z powodu róży umarła mu żona. Jego syn André pracujący w Instytucie Pasteura zatruł się toksyną botulinową i zmarł w wieku 38 lat. Pierre Marie zmarł 13 kwietnia 1940 w Le Pradet.

## Dorobek naukowy
Do największych osiągnięć naukowych Mariego należy opis akromegalii, stanowiący jedno z pionierskich osiągnięć rodzącej się pod koniec XIX wieku endokrynologii. Jako pierwszy opisał przerostową osteoartropatię płucną i spondylozę ryzomeliczną.
Do dziś używa się eponimu choroby Charcota-Mariego-Tootha, będącej najczęstszą dziedziczną chorobą neurologiczną.
Inne eponimy związane z Pierre’em Marie:
- ataksja Mariego
- zespół Mariego-Foixa-Alajouanine
- anartria Mariego
- choroba Mariego–Strümpla
- zespół Mariego-Lériego.

## Prace
- Des formes frustes de la maladie de Basedow. Thèse de doctorat. Paris, 1883.
- Sclerose en plaques et maladies infectieuses. 1884.
- Sur deux cas d’acromégalie. 1886.
- De la déviation faciale dans l’hémiplégie hystérique.
- Charcot, Marie. Sur une form particulière d'atrophie musculaire progressive; souvent familiale, débutant par les pieds et les jambes et atteignant tard les mains. Rev Méd 6, s. 97 (1886)
- Hystérie dans l’intoxication par le sulfure de carbone. 1888.
- Ostéoarthropathie hypertrophiante pneumique. 1890.
- Essays on Acromegaly. London, 1891.
- Leçons sur les maladies de la moëlle épinière. Paris, 1892.
- Sur l'hérédo-ataxie cérébelleuse. Semaine médicale 13: 444 (1893)
- Leçons de clinique médicale. Hôtel-Dieu, 1894-1895.
- Marie, Robinson. Sur un syndrome clinique et urologique se montrant dans le diabète lévulosurique et caractérisé par un état mélancolique avec insomnie et impuissance. 1897.
- L’évolution du langage considéré au point de vue de l’étude de l’Aphasie. 1897.
- Marie, Sainton. Dysostose cléido-crânienne héréditaire. 1897.
- Spondylose rhizomélique. 1898.
- Marie, Léri. Pagetsche Knochenkrankheit. W: Handbuch der Neurologie, vol IV. Berlin, 1913.
- Marie, Chatelin. Note sur un syndrome de paralysie flasque plus ou moins généralisée avec abolition des reflexes, hyperalbuminose massive et xantochromie vers la guerison et de nature indéterminée. Revue neurologique 30, ss. 564-565 (1916)
- Neurologie, I-II. Paris, 1923.
- Travaux et mémoires. Paris, 1926-1928.